# ブカツの天使
ブカツの天使（ブカツのてんし）は、大塚製薬が発売しているスポーツドリンク『ポカリスエット』名義で単独提供していたミニ番組（企画ネット）。通称ブカ天。
2008年から年度上半期に放送されている。NNS系列の放送局と大塚製薬などにより構成された制作委員会によって著作権の管理がなされ、参加各放送局がエリア分の取材を担当する。2008年度（以後「第1シリーズ」とする）は25局が、2009年度（以後「第2シリーズ」とする）は30局が参加。

## 概要
全国の高校の部活動を支えるマネージャーを紹介・応援する番組。番組名の「ブカツの天使」は、部活動マネージャーのことを指している。運動系の部活が対象である。
放送された内容が翌週金曜日に番組ホームページに掲載され、番組を視聴することもできる。
オープニング、エンディングなどのフォーマットといった共通部分以外は、エリアごとに内容が異なる。ブロックネットの亜型であるが、東北地方が3つに分割され、日本海というエリアがあるなど、通常のブロックネットとは線引きが異なる（#ネット局参照）。
3大都市圏の局（日本テレビ・読売テレビ・中京テレビ）では「ブカツの天使」は単独の番組では放送していないが、日本テレビ・読売テレビ・中京テレビが第2シリーズから『サプライズ』火曜日内において「がんばれ!ブカツの天使」という形で参加しており、3大都市圏の高校を対象としている。当初は関東地区の高校が対象だったが、2009年6月23日放送分では初めて中京圏（愛知県）の高校を、8月25日放送分では初めて関西圏（大阪府）の高校を取り上げている。
また、九州の長崎国際テレビとテレビ宮崎は、第2シリーズからの参加である。

## イメージキャラクター・テーマ曲・BGM

### 第1シリーズ
エリアごとにタレント・テーマ曲が異なっていた。エリア分けについてはネット局の項を参照。
| エリア         | イメージキャラクター | テーマ曲                           |
| -------------- | -------------------- | ---------------------------------- |
| 北海道・北東北 | 財前光希             | MONKEY MAJIK「goin' places」       |
| 日本海         | 米村美咲             | PhilHarmoUniQue「輝ける場所」      |
| 中部・南東北   | 三原勇希             | UVERworld「Just break the limit!」 |
| 中国・四国     | 橘美緒               | 上木彩矢「君去りし誘惑」           |
| 九州           | 寺本來可             | 秦基博「キミ、メグル、ボク」       |

### 第2シリーズ
イメージキャラクターは、CMとの連携を明確にするため、全国でポカリスエットイメージキャラクターの川口春奈に統一。また、テーマ曲についても、CMソングであるHi-Fi CAMP「一粒大の涙はきっと」を採用した。

## ネット局
エリア分けは、ポカリスエットの販売促進との兼ね合いから、通常のものとは異なっている。日本テレビ系列のテレビ局がない沖縄県での放送はなかった。
『24時間テレビ』やその他特番などと放送時間が重なる場合は、当該回は放送休止された。
| エリア           | 対象エリア       | 放送局                          | 第1シリーズ（2008年） | 第1シリーズ（2008年） | 第2シリーズ（2009年） | 第2シリーズ（2009年）     |
| エリア           | 対象エリア       | 放送局                          | 放送期間              | 放送日時              | 放送期間              | 放送日時                  |
| ---------------- | ---------------- | ------------------------------- | --------------------- | --------------------- | --------------------- | ------------------------- |
| 北海道・ 北東北  | 北海道           | 札幌テレビ放送 （STV）          | 4月5日 - 9月20日      | 土曜日 16:55 - 17:00  | 4月4日 - 9月19日      | 土曜日 20:54 - 21:00      |
| 北海道・ 北東北  | 青森県           | 青森放送 （RAB）                | 4月5日 - 9月20日      | 土曜日 16:55 - 17:00  | 4月4日 - 9月19日      | 土曜日 21:54 - 22:00      |
| 北海道・ 北東北  | 岩手県           | テレビ岩手 （TVI）              | 4月5日 - 9月20日      | 土曜日 11:45 - 11:50  | 4月4日 - 9月19日      | 土曜日 21:54 - 22:00      |
| 北海道・ 北東北  | 宮城県           | 宮城テレビ放送 （MMT）          | 4月5日 - 9月27日      | 土曜日 17:55 - 18:00  | 4月4日 - 9月19日      | 土曜日 21:54 - 22:00      |
| 北海道・ 北東北  | 秋田県           | 秋田放送 （ABS）                | 4月6日 - 9月14日      | 日曜日 11:40 - 11:45  | 4月4日 - 9月19日      | 土曜日 21:54 - 22:00      |
| 関東・東海・関西 | 関東・東海・関西 | 日本テレビ放送網 （NTV）        | 放送無し              | 放送無し              | 4月7日 - 9月29日      | 火曜日 『サプライズ』枠内 |
| 関東・東海・関西 | 関東・東海・関西 | 中京テレビ放送 （CTV）          | 放送無し              | 放送無し              | 4月7日 - 9月29日      | 火曜日 『サプライズ』枠内 |
| 関東・東海・関西 | 関東・東海・関西 | 讀賣テレビ放送 （ytv）          | 放送無し              | 放送無し              | 4月7日 - 9月29日      | 火曜日 『サプライズ』枠内 |
| 中部・ 南東北    | 福島県           | 福島中央テレビ （FCT）          | 4月6日 - 9月21日      | 日曜日 13:25 - 13:30  | 4月4日 - 9月19日      | 土曜日 22:54 - 23:00      |
| 中部・ 南東北    | 長野県           | テレビ信州 （TSB）              | 4月6日 - 9月21日      | 日曜日 11:45 - 11:50  | 4月4日 - 9月19日      | 土曜日 21:54 - 22:00      |
| 中部・ 南東北    | 山梨県           | 山梨放送 （YBS）                | 4月6日 - 9月21日      | 日曜日 11:25 - 11:30  | 4月5日 - 9月20日      | 日曜日 20:54 - 21:00      |
| 中部・ 南東北    | 静岡県           | 静岡第一テレビ （SDT）          | 4月5日 - 9月13日      | 土曜日 9:25 - 9:30    | 4月4日 - 9月19日      | 土曜日 21:54 - 22:00      |
| 日本海           | 山形県           | 山形放送 （YBC）                | 4月6日 - 9月21日      | 日曜日 12:55 - 13:00  | 4月5日 - 9月20日      | 日曜日 21:54 - 22:00      |
| 日本海           | 新潟県           | テレビ新潟放送網 （TeNY）       | 4月6日 - 9月14日      | 日曜日 13:25 - 13:30  | 4月4日 - 9月19日      | 土曜日 22:54 - 23:00      |
| 日本海           | 富山県           | 北日本放送 （KNB）              | 4月6日 - 9月21日      | 日曜日 12:55 - 13:00  | 4月4日 - 9月19日      | 土曜日 22:54 - 23:00      |
| 日本海           | 石川県           | テレビ金沢 （KTK）              | 4月6日 - 9月21日      | 日曜日 11:25 - 11:30  | 4月4日 - 9月19日      | 土曜日 21:54 - 22:00      |
| 日本海           | 福井県           | 福井放送 （FBC）                | 4月5日 - 9月20日      | 土曜日 10:15 - 10:20  | 4月4日 - 9月19日      | 土曜日 20:54 - 21:00      |
| 日本海           | 鳥取県・ 島根県  | 日本海 テレビジョン放送 （NKT） | 4月6日 - 9月28日      | 日曜日 11:55 - 12:00  | 4月4日 - 9月19日      | 土曜日 20:54 - 21:00      |
| 中国・ 四国      | 香川県・ 岡山県  | 西日本放送 （RNC）              | 4月6日 - 9月21日      | 日曜日 11:40 - 11:45  | 4月4日 - 9月19日      | 土曜日 21:54 - 22:00      |
| 中国・ 四国      | 広島県           | 広島テレビ放送 （HTV）          | 4月5日 - 9月13日      | 土曜日 17:25 - 17:30  | 4月4日 - 9月19日      | 土曜日 20:54 - 21:00      |
| 中国・ 四国      | 山口県           | 山口放送 （KRY）                | 4月6日 - 9月14日      | 日曜日 23:26 - 23:30  | 4月5日 - 9月20日      | 前年度に同じ              |
| 中国・ 四国      | 徳島県           | 四国放送 （JRT）                | 4月5日 - 9月13日      | 土曜日 23:25 - 23:30  | 4月4日 - 9月19日      | 土曜日 20:54 - 21:00      |
| 中国・ 四国      | 愛媛県           | 南海放送 （RNB）                | 4月5日 - 9月13日      | 土曜日 11:55 - 12:00  | 4月4日 - 9月19日      | 土曜日 21:54 - 22:00      |
| 中国・ 四国      | 高知県           | 高知放送 （RKC）                | 4月6日 - 9月21日      | 日曜日 11:45 - 11:50  | 4月4日 - 9月19日      | 土曜日 21:54 - 22:00      |
| 九州             | 福岡県           | 福岡放送 （FBS）                | 4月5日 - 9月20日      | 土曜日 16:55 - 17:00  | 4月4日 - 9月19日      | 土曜日 22:54 - 23:00      |
| 九州             | 長崎県           | 長崎国際テレビ （NIB）          | 放送無し              | 放送無し              | 4月4日 - 9月19日      | 土曜日 21:54 - 22:00      |
| 九州             | 熊本県           | 熊本県民テレビ （KKT）          | 4月5日 - 9月27日      | 土曜日 17:55 - 18:00  | 4月4日 - 9月19日      | 土曜日 22:54 - 23:00      |
| 九州             | 大分県           | テレビ大分 （TOS）              | 4月5日 - 9月20日      | 土曜日 11:25 - 11:30  | 4月4日 - 9月19日      | 土曜日 21:54 - 22:00      |
| 九州             | 鹿児島県         | 鹿児島讀賣テレビ （KYT）        | 4月5日 - 9月13日      | 土曜日 11:55 - 12:00  | 4月4日 - 9月19日      | 土曜日 21:54 - 22:00      |
| 九州             | 宮崎県           | テレビ宮崎 （UMK）              | 放送無し              | 放送無し              | 4月4日 - 9月19日      | 土曜日 23:10 - 23:15      |